# USS Akron (ZRS-4)
USS Akron (ZRS-4) var ett heliumfyllt luftskepp som tillhörde USA:s flotta. USS Akron nödlandade vid New Jerseys kust tidigt på morgonen den 4 april 1934. 73 passagerare och besättning dog i samband med haveriet.
Byggandet av ZRS-4 påbörjades den 31 oktober 1929 i Akron i Ohio, av företaget Goodyear-Zeppelin Corporation.

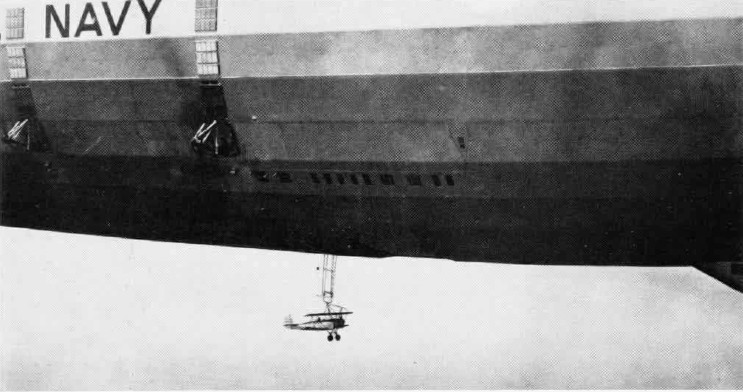
En F9C Sparrowhawk landar i Akrons trapetssystem.
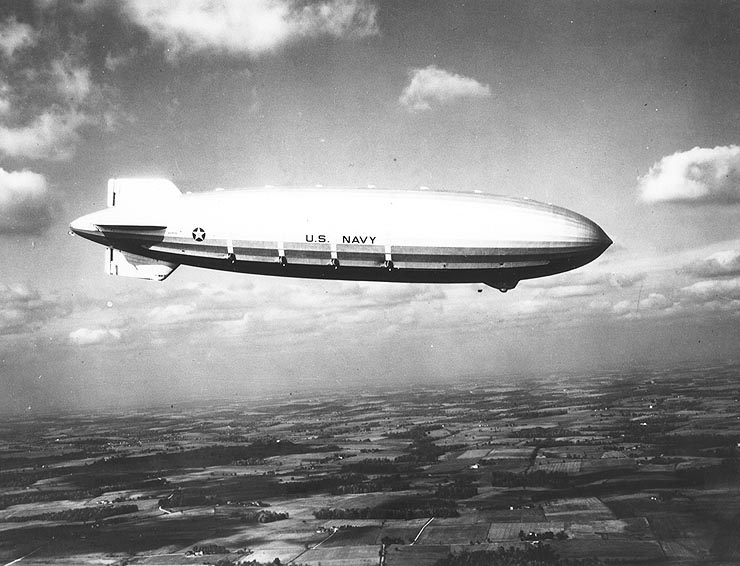
Akron under flygning, november 1931.
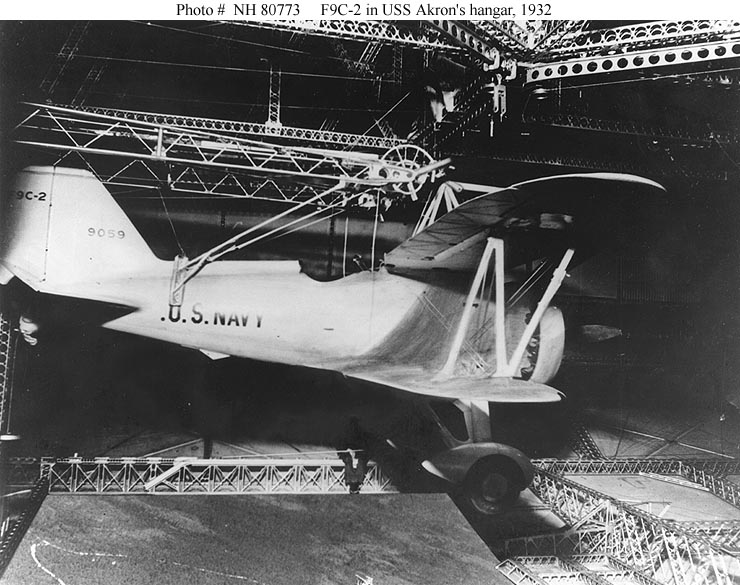
F9C Sparrowhawk inuti Akrons hangar.
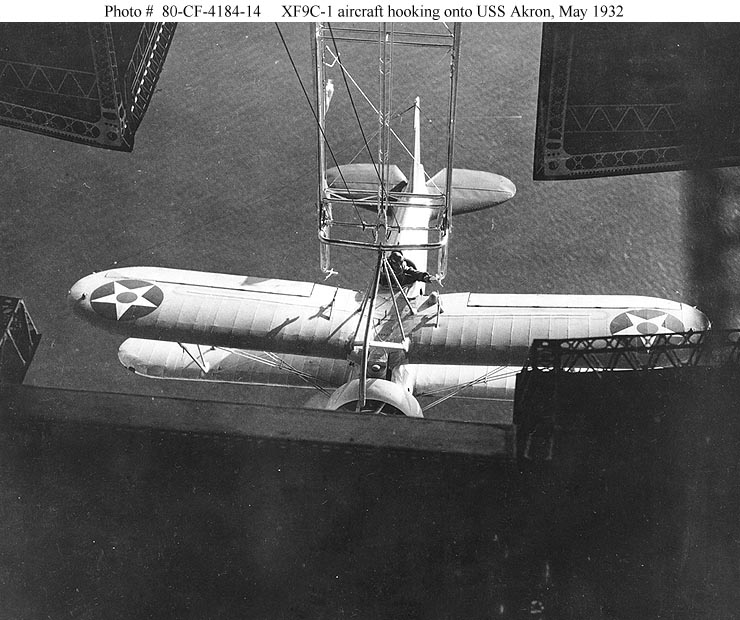
F9C Sparrowhawk hakar fast sig vid Akrons trapets maj 1932.
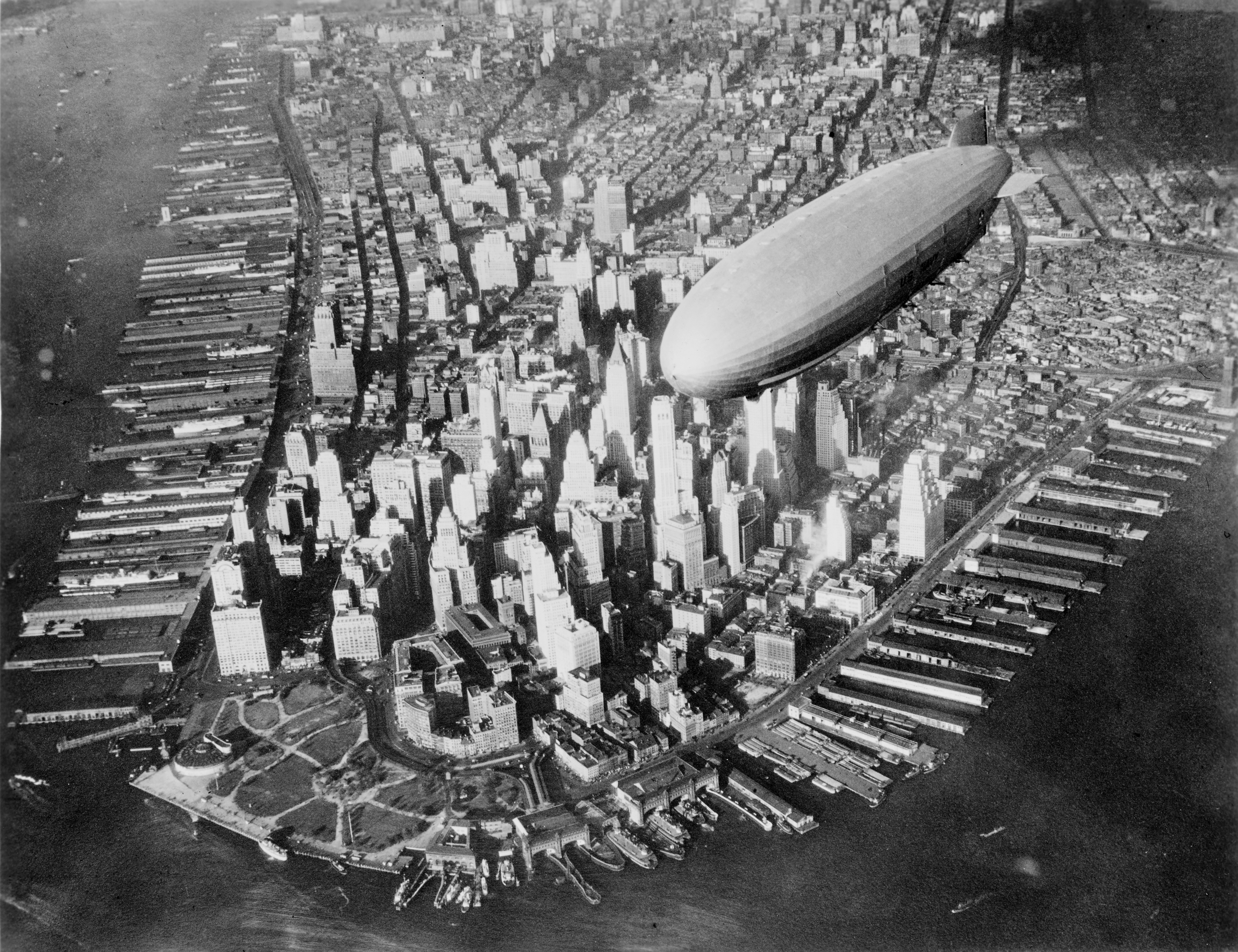
Akron över Lower Manhattan.